# Врес-сюр-Семуа
Врес-сюр-Семуа́ — коммуна в Валлонии, расположенная в провинции Намюр, округ Динан. Принадлежит Французскому языковому сообществу Бельгии. На площади 101,04 км² проживают 2842 человека (плотность населения — 28 чел./км²), из которых 48,80 % — мужчины и 51,20 % — женщины. Средний годовой доход на душу населения в 2003 году составлял 9118 евро.
Почтовый код: 5550. Телефонный код: 061.